# Hypsiboas freicanecae
Espèce
Synonymes
- Hyla freicanecae Carnaval & Peixoto, 2004

Statut de conservation UICN

 DD  : Données insuffisantes
Hypsiboas freicanecae est une espèce d'amphibiens de la famille des Hylidae.

## Répartition
Cette espèce est endémique de l'État de Pernambouc au Brésil. Elle se rencontre vers 700 m d'altitude dans la Serra do Quengo dans la municipalité de Jaqueira,.

## Description
Les 4 spécimens adultes mâles observés lors de la description originale mesurent entre 37,3 mm et 42,2 mm de longueur standard.

## Étymologie
Cette espèce est nommée en l'honneur de la ferme-distillerie Frei Caneca, pour son effort dans la conservation d'un des derniers fragments de forêt atlantique dans le nord-est du Brésil, dans lequel cette espèce a été trouvée.

## Publication originale
- Carnaval & Peixoto, 2004 : A new species of Hyla from northeastern Brazil (Amphibia, Anura, Hylidae). Herpetologica, vol. 60, no 3, p. 387-395 (texte intégral).